# Ван Гог (кратер)
Ван Гог (лат. van Gogh) — 99-километровый ударный кратер на планете Меркурий. Он назван в честь голландского художника Винсента ван Гога (1853—1890). Был открыт в 1976 году. В том же году имя, данное кратеру, было одобрено Международным астрономическим союзом.